# Solferino
Solferino er en lille italiensk landsby med 2.610 (2023) indbyggere, beliggende omtrent 10 km syd for Gardasøen, midt mellem Milano og Verona i provinsen Mantova i Lombardiet i den nordlige del af Italien. Byen er kendt for slaget ved Solferino (1859), der på grund af sin grusomhed virkede som inspiration til grundlæggelsen af Røde Kors.